# Życiński (herb szlachecki)
Życiński – polski herb szlachecki, odmiana herbu Abdank.

## Opis herbu
Opis zgodnie z klasycznymi regułami blazonowania:
W pas. W polu błękitnym miecz między dwiema gwiazdami  złotymi. W polu czerwonym łękawica srebrna. Labry z prawej błękitne, podbite złotem, z lewej czerwone, podbite srebrem.

## Najwcześniejsze wzmianki
Nadany w 1669 roku Petrycemu Życińskiemu.

## Herbowni
Petrycy Życiński.